# Władcy umysłów

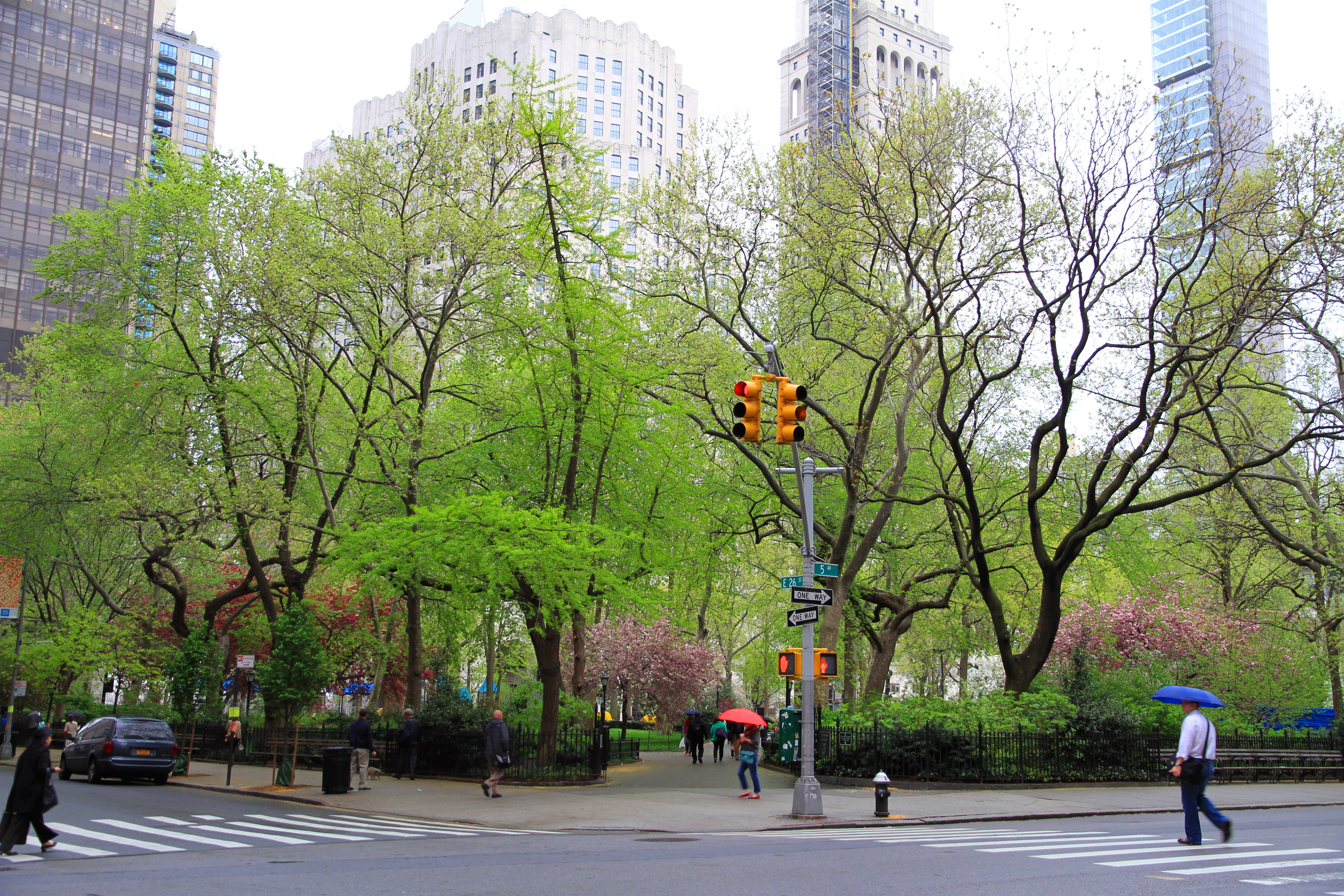
Park Madison Square w Nowym Jorku. W tym miejscu kongresmen Norris wsiada do autobusu i spotyka Elise

Władcy umysłów (ang. The Adjustment Bureau) – amerykański film science fiction z 2011 roku w reżyserii George’a Nolfi. Fabuła filmu jest luźno oparta na krótkim opowiadaniu Philipa K. Dicka zatytułowanym Ekipa dostosowawcza (Adjustment Team). W rolach głównych wystąpili Matt Damon oraz Emily Blunt.

## Obsada
- Matt Damon – David Norris
- Emily Blunt – Elise Sallas
- Anthony Mackie – Harry
- Michael Kelly – Charlie Traynor
- John Slattery – Richardson
- Terence Stamp – Thompson
- Lauren Hodges[3]

## Fabuła
David Norris (Matt Damon), były gracz koszykówki, a obecnie charyzmatyczny kongresmen, nawiązuje romans z piękną baletnicą, graną przez Emily Blunt. W trakcie ich znajomości Norris odkrywa, że istnieją siły, które chcą przerwać ich znajomość. Akcja filmu toczy się w różnych miejscach Manhattanu.